# Eka
Eka- is een voorvoegsel dat historisch wordt gebruikt voor nog niet ontdekte chemisch elementen of elementen die nog geen naam hebben.
Voor dergelijke elementen gebruikt men het voorvoegsel eka- (al dan niet met een koppelteken) met de naam van het element er direct boven in het periodiek systeem. Dit omdat elementen in dezelfde groep vergelijkbare chemische eigenschappen hebben. Zo stond neptunium voor en kort na de ontdekking wel bekend als ekarhenium. Deze zelfde naam is later gebruikt voor bohrium, toen men had ingezien dat de actiniden een aparte reeks in het periodiek systeem vormen.
Het voorvoegsel werd voor het eerst gebruikt door Mendelejev die het gebruikte om enkele "gaten" in het periodiek systeem van een naam te voorzien. Het ging daarbij om ekasilicium (germanium), eka-aluminium (gallium) en ekaboor (scandium).